# ФК Олександрија
ФК Олександрија (укр. ФК Олександрія) је украјински фудбалски клуб из града Олександрија. Клуб се такмичи у Премијер лиги Украјине.
Клупске боје су жута, зелена и црна. 

## Успеси
- Прва лига
  - Победник (1) : 2010/11, 2014/15.
- Друга лига
  - Победник (1) : 2005/06.

## ФК Олександрија у европским такмичењима
| Сезона  | Такмичење   | Коло        | Клуб         | Дом. | Гост | Укупно   |
| ------- | ----------- | ----------- | ------------ | ---- | ---- | -------- |
| 2016/17 | Лига Европа | 3. коло кв. | Хајдук Сплит | 0:3  | 1:3  | 1–6      |
| 2017/18 | Лига Европа | 3. коло кв. | Астра Ђурђу  | 1:0  | 0:0  | 1–0      |
| 2017/18 | Лига Европа | плеј-оф     | БАТЕ Борисов | 1:2  | 1:1  | 2–3      |
| 2019/20 | Лига Европа | Група И     | Сент Етјен   | 2:2  | 1:1  | 4. место |
| 2019/20 | Лига Европа | Група И     | Гент         | 1:1  | 1:2  | 4. место |
| 2019/20 | Лига Европа | Група И     | Волфсбург    | 0:1  | 1:3  | 4. место |